# Yūsaku Matsuda
Yūsaku Matsuda (jap. 松田 優作, Matsuda Yūsaku; * 21. September 1949 in Shimonoseki, Präfektur Yamaguchi; † 6. November 1989 in Musashino, Präfektur Tokio) war ein japanischer Schauspieler und Sänger. Er gilt als einer der bedeutendsten Filmschauspieler Japans.

## Leben
Matsuda wurde am 21. September 1949 in Shimonoseki als Sohn eines Japaners und einer Koreanerin geboren. 1963 machte er seinen Abschluss an der Kanda Elementary School. Anschließend bis 1966 besuchte er die Bunyo Middle School. Auf drängen seiner Mutter lebte er für ein knappes Jahr bei seiner Tante in Seaside. Aufgrund unter anderen der Sprachbarriere fühlte er sich dort unwohl und kehrte daher nach Japan zurück und lebte bei seinem älteren Bruder in Tokio. Dort machte er 1969 seinen Abschluss an der Hōnan High School.
Vom 21. September 1975 bis 24. Dezember 1981 war er mit der japanischen Schauspielerin und Drehbuchautorin Michiko Matsuda (* 1949) verheiratet. Das Paar hatte ein gemeinsames Kind. Von 1983 bis zu seinem Tod war er mit der 12 Jahre jüngeren Schauspielerin Miyuki Matsuda verheiratet. Die beiden wurden Eltern von insgesamt drei Kindern.

## Karriere
Ab 1969 bis Anfang der frühen 1970er Jahre spielte er in verschiedenen Theatergruppen. 1973 wirkte er in einigen Episoden der Fernsehserie Taiyô ni hoero! mit. Während dieser Zeit legte er seine koreanische Staatsbürgerschaft ab und nahm die japanische Staatsbürgerschaft an. Erste breitere nationale Bekanntheit erlangte er zwischen 1976 und 1978 durch seine Rolle des Isao tokuyoshi  in der Fernsehserie Daitokai – Tatakai no hibi. Von 1979 bis 1980 stellte er die Rolle des Shunsaku Kudô in der Serie Tantei monogatari dar. Im Westen wurde er durch seine Rolle als Gangster Sato in dem US-amerikanischen Action-Film Black Rain von 1989 bekannt.
Matsuda verstarb am 6. November 1989 im Alter von 40 Jahren an den Folgen von Blasenkrebs.
Aufgrund seiner Prominenz basieren mehrere Manga- und Anime-Charaktere auf seinem Aussehen. So beispielsweise Kenshiro aus Fist of the North Star, Spike Spiegel aus Cowboy Bebop, Wabisube aus Summer Wars und Jubei Yagyu aus dem Videospiel Onimusha 2. Auch die Rolle des Marine-Admirals Kuzan „Aokiji“ aus One Piece basiert auf sein Aussehen im Film Tantei Monogatari als Shuichi Tsujiyama.

## Filmografie (Auswahl)
- 1969: Jûdô itchokusen (Fernsehserie)
- 1972: Gensei hanaen anrakoro no uta (Fernsehserie)
- 1973: Horror of the Wolf (Ôkami no monshô/狼の紋章)
- 1973: Taiyô ni hoero! (太陽にほえろ!, Fernsehserie, 3 Episoden)
- 1974: Friend (Tomodachi/ともだち)
- 1974: The Assassination of Ryoma (Ryoma ansatsu/竜馬暗殺)
- 1974: Akai meiro (赤い迷路, Fernsehserie, Episode 1x01)
- 1974: The Four Roughnecks (Abayo dachikô/あばよダチ公)
- 1975: Oretachi no kunshô (Fernsehserie)
- 1976: Fûfu tabi nikki saraba ronin (Fernsehserie)
- 1976: Murderer (Hito goroshi/ひとごろし)
- 1976: The Classroom of Terror (Bôryoku kyôshitsu/暴力教室)
- 1976–1978: Daitokai - Tatakai no hibi (大都会 闘いの日々, Fernsehserie 53 Episoden)
- 1977: Tod im Fahrstuhl (Ningen no shômei/人間の証明)
- 1977: Fushoku no kôzô (Fernsehserie)
- 1978: The Most Dangerous Game (Mottomo kiken na yuugi/最も危険な遊戯)
- 1978: Daitsuiseki (大追跡, Fernsehserie, Episode 1x26)
- 1978: The Killing Game (Satsujin yugi殺人遊戯)
- 1979: Ameyuki san (あめゆきさん, Fernsehfilm)
- 1979: Murder in the Dollhouse (Midare karakuri/乱れからくり)
- 1979: No Grave for Us (Oretachi ni haka wa nai/俺達に墓はない)
- 1979: The Resurrection of the Golden Wolf (Yomigaeru kinrô/蘇える金狼)
- 1979: The Execution Game (Shokei yugi)
- 1979–1980: The Detective Story (Tantei monogatari/探偵物語, Fernsehserie 27 Episoden)
- 1980: Rape Hunter: Target Woman (Reipu hantâ: Nerawareta onna/レイプハンター 狙われた女)
- 1980: Bara no hyôteki (薔薇の標的)
- 1980: The Beast to Die (Yajû shisubeshi/野獣死すべし)
- 1981: Yokohama BJ Blues (Yokohama BJ burûsu/ヨコハマＢＪブルース)
- 1981: Heat-Haze Theatre (Kagerô-za陽炎座)
- 1982: Haru ga kita (Fernsehfilm)
- 1982: Shi no dangai (死の断崖, Fernsehfilm)
- 1982: Home Sweet Home (Hômu suîto hômu, Fernsehserie)
- 1982: Shin jiken: Doctor stop (新 事件 ドクター・ストップ)
- 1982: Anchan (Fernsehserie)
- 1983: Familienspiele (Kazoku gêmu/家族ゲーム)
- 1983: Story of the Detective (Tantei monogatari/探偵物語)
- 1983: Nettaiya (熱帯夜, Fernsehserie)
- 1983: Dansen (断線, Fernsehfilm)
- 1984: Shin yumechiyo nikki
- 1984: Onna goroshi abura no jigoku
- 1985: And Then (Sorekara/それから)
- 1986: A Homance (A-hômansu/ア・ホーマンス)
- 1988: Wuthering Heights (Arashi ga oka/嵐が丘)
- 1988: A Chaos of Flowers (Hana no ran/華の乱)
- 1988: Sakurako wa warau: Last emperor ni shikakerareta ayashii onna no wana
- 1989: Black Rain
- 1989: The Chaser (Kareinaru tsuiseki, Fernsehfilm)
- 1999: Yomigaeru yusaku: Tantei monogatari tokubetsu hen